# グレンウッドスプリングス
グレンウッドスプリングス（Glenwood Springs）は、アメリカ合衆国コロラド州の都市。ガーフィールド郡の郡庁所在地である。人口は1万0330人（2024年推計）。州都デンバーから西へ直線距離で約200キロメートルのロッキー山中に位置する。コロラド川に支流のロアリングフォーク川が合流する地点に市街地が形成されている。
グレンウッドスプリングスの温泉は先住民族のユート族の間でも広く知られ、ヨーロッパ人の入植後も、グレンウッドスプリングスはその初期から温泉町として発展してきた。2011年には、ランドマクナリーおよびUSAトゥデイにより、Most Fun Small Town in America（アメリカで最も楽しい小さな町）に選ばれた。

## 歴史
ヨーロッパ人が入植する以前には、今日のグレンウッドスプリングスがあるこの地にはネイティブ・アメリカンの遊牧部族であるユート族が頻繁に行き交い、狩猟を行っていた。この一帯の地熱と温泉はユート族の間で広く知れ渡っており、この地はユート族の言語で「大いなる薬」を意味する Yampah と呼ばれていた。
やがて1858年、パイクスピークでゴールドラッシュが起こると、この地にもリチャード・ソプリス大尉率いる白人入植者の一団がやってきた。この地の南にそびえる双峰、ソプリス山（3,952m）はこのソプリス大尉にちなんでつけられた。また、この際に病に倒れたソプリス大尉を、ユート族が温泉に入れて療養させたとする伝承もある。その後しばらくは、ユート族と白人入植者がこの地で共存していたものの、白人入植者が増えるにつれて、そして金や銀、石炭がこの周辺で発見されるにつれて、ユート族はこの地を追われていくようになり、1880年には、この地は完全に白人入植者のものとなった。

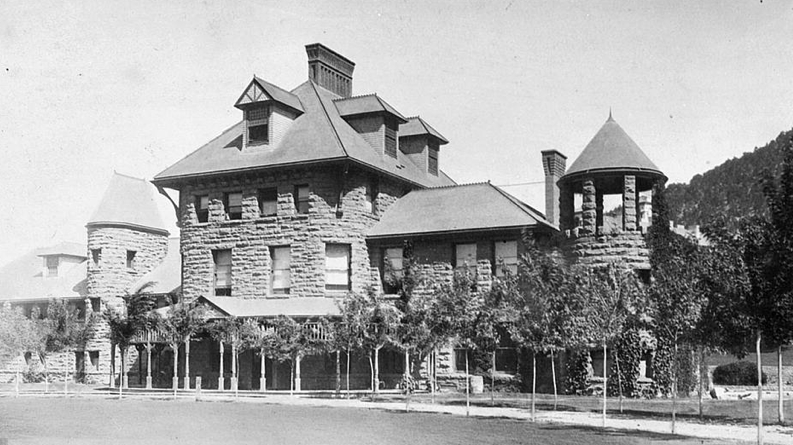
1888年に建てられたバスハウス

1882年、アイザック・クーパーらはディファイアンス・タウン・アンド・ランド・カンパニーを創立し、この地にディファイアンスという名の町を創設した。やがてこのディファイアンスという名は、クーパーの妻サラの出身地である、オマハ・カウンシルブラフス南郊のアイオワ州グレンウッドにちなんで、グレンウッドスプリングスに改められた。1887年にはデンバー・アンド・リオグランデ鉄道（現ユニオン・パシフィック鉄道）が開通し、裕福な旅行者がグレンウッドスプリングスを訪れるようになった。翌1888年にはバスハウスが建てられ、1893年にはホテル・コロラドが開業し、温泉リゾートとしての開発が進んだ。その一方で、1880年代後期から1890年代初頭にかけてのこの時期は、レッドビルやアスペンにおける銀鉱生産がその最盛期にあったこともあり、グレンウッドスプリングスの温泉は、鉱夫たちの湯治場としての役割も果たしていた。
温泉だけでなく、鉱業も初期のグレンウッドスプリングスでは重要な産業であった。近隣で産出される石炭を原料として、グレンウッドスプリングスでは銀の製錬に欠かせないコークスが生産された。グレンウッドスプリングス最初の乾留場は1888年に建てられ、最盛期には250ヶ所近い乾留場が操業していた。しかし、1893年の恐慌で銀価格が暴落すると、瞬く間に周辺の鉱山は次々と閉山し、1910年頃までには、グレンウッドスプリングスでのコークス生産は完全に無くなった。
1916年に州が禁酒法を発効させると、それまで7thストリートに建ち並んでいた酒場や賭場、売春宿が相次いで閉店した一方で、闇市場ができ、組織的な犯罪が急増し、ギャングがはびこるようになった。ホテル・コロラドもまた、ギャングの集合場所と化した。
禁酒法が明けた後、1940年代に入ると、グレンウッドスプリングスにはスキー場が設けられ、温泉とあわせて、専らリゾート地として発展していくようになった。1941年には、グレンウッドスプリングス初のスキー場であるレッド・マウンテン・スキー場が開業した。1949年には、現在もアムトラックによって運行が続けられている長距離列車カリフォルニア・ゼファーが運行を開始し、グレンウッドスプリングスにも停車した。1966年には、不測の降雪や近隣スキー場との競争激化により、レッド・マウンテン・スキー場が廃業したが、その一方で、同年12月にはサンライト・マウンテン・リゾートが開業した。

## 地理

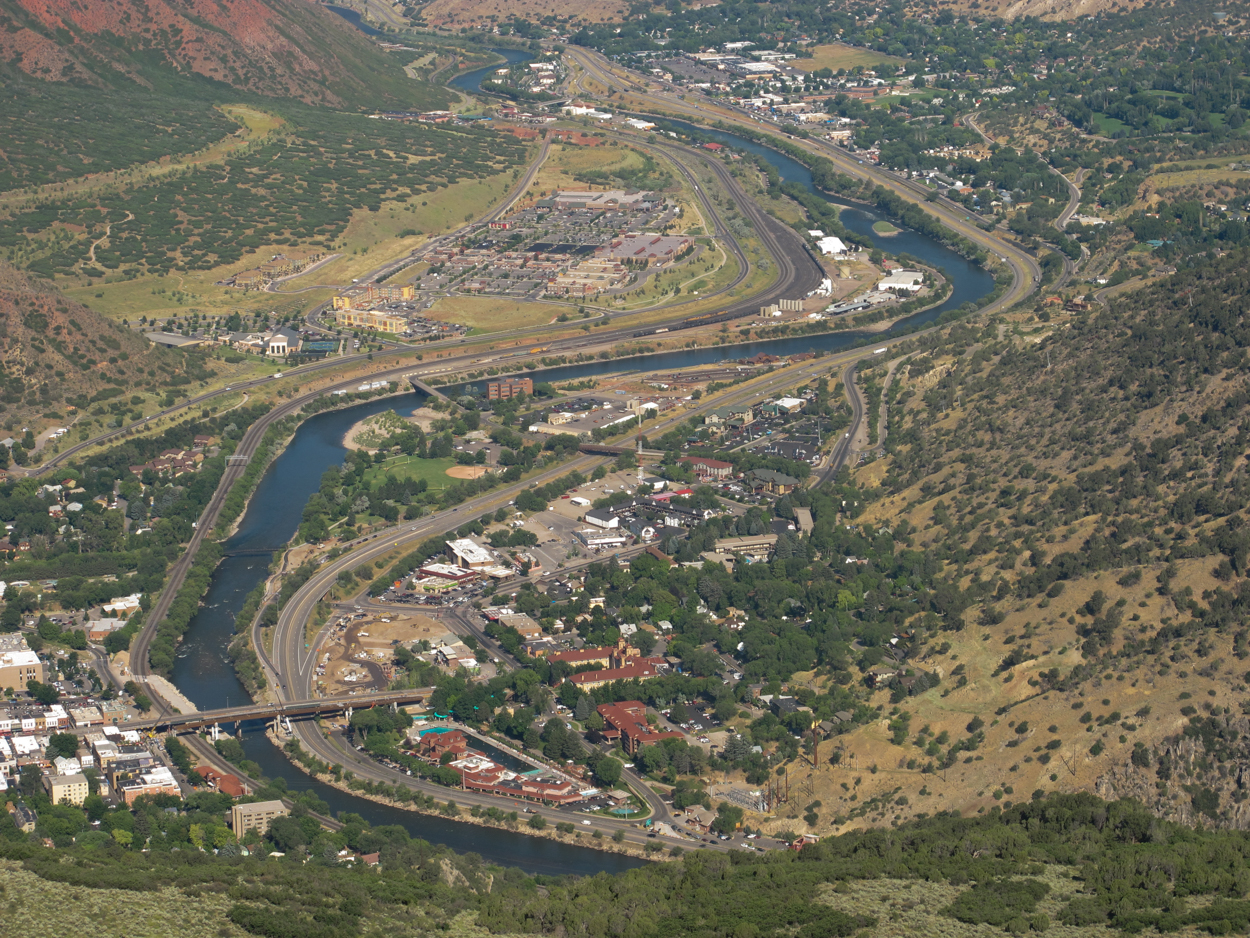
市の東側にそびえるルックアウト山からグレンウッドスプリングス市街地を望む。写真中央を蛇行しながら流れるのがコロラド川。

グレンウッドスプリングスは北緯39度33分0秒 西経107度19分30秒 / 北緯39.55000度 西経107.32500度に位置している。州西部の中心都市グランドジャンクションからは北東へ約120km、州都デンバーからは西へ約200km（いずれも直線距離）に位置する。スキーリゾートとして名高いアスペンは、南東へ直線距離で約65kmに位置する。市中心部の標高は1,756mである。
アメリカ合衆国国勢調査局によると、グレンウッドスプリングス市は総面積14.75km2（5.69mi2）である。そのうち14.73km2（5.68mi2）が陸地で0.02km2>（0.01mi2）が水域である。総面積の0.16%が水域となっている。市域はコロラド川沿いに東西に、そしてロアリングフォーク川沿いに南北に、それぞれ細長く広がっている。

### 地形と地質

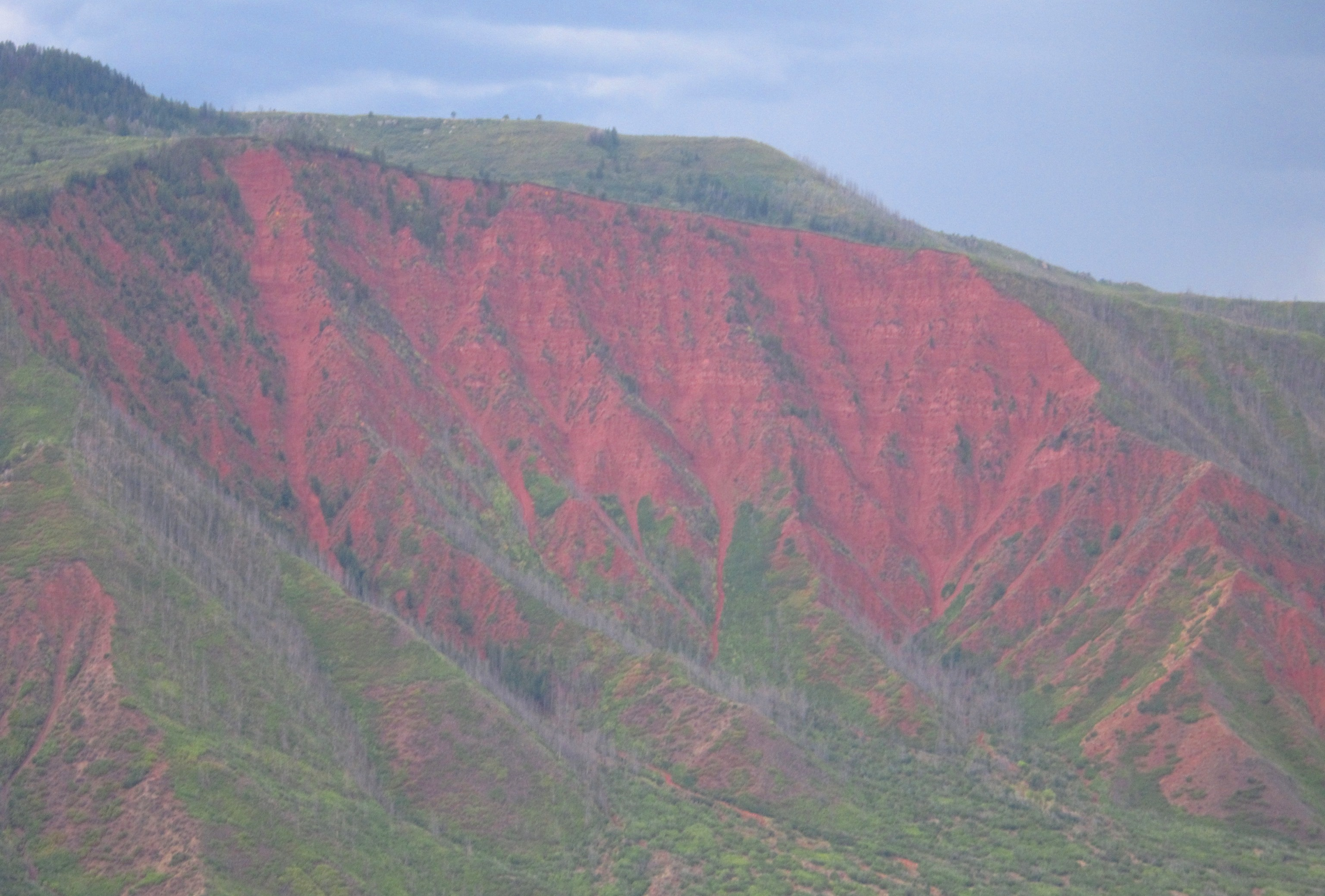
市を取り囲む山の赤い砂岩

グレンウッドスプリングスはコロラド川の支流であるロアリングフォーク川がコロラド川本流に合流する、山に挟まれた幅の狭い谷間に立地している。周囲には急峻な山が連なり、洞窟も数多く見られる。地域一帯には豊富な地熱資源があり、温泉の成因になっている他、ドットセロマールのような火山地形も見られる。この地熱資源を何か他の用途にも活用できないかという提案もしばしば上がる。こうした地形のため、グレンウッドスプリングスは有史以来、地すべりに見舞われやすい土地であるが、数々の公共事業の成果により緩和されている。
ロアリングフォーク川上流域、およびその支流のクリスタル川上流域には鉱物資源が豊富に埋蔵しており、また、ガーフィールド郡西部には石油や天然ガスが豊富にあるため、グレンウッドスプリングスには多大な税収がもたらされている。しかし、グレンウッドスプリングス自体はコロラド・ミネラル・ベルトと呼ばれる、コロラド州内でも特に天然資源の豊富な地域からは外れており、グレンウッドスプリングス市域内には鉱物や石油、天然ガス等の資源は埋蔵していない。一攫千金を狙った初期の鉱夫たちにとっては、天然資源に乏しいグレンウッドスプリングスはさほど魅力的な地ではなかったが、近代以降のグレンウッドスプリングスにおいては、鉱業で成り立ってきたコロラド州内山間部の他の多くの町とは異なり、清冽な大気や水、土壌が保たれており、そのことがこのグレンウッドスプリングスの魅力になっている。しかし、冬季にはアスペンへと至る道路の交通渋滞に加えて、大気温の逆転によって排ガスが地表近くに留まるため、大気汚染の問題が起こりやすい。

### 気候
グレンウッドスプリングスの気候は1年を通じてやや乾燥し、日中は暑いが夜は涼しくなる夏と、日中は穏やかなものの夜は冷え込みの厳しい冬に特徴付けられ、気温の年較差と日較差のともに大きい、高山性の気候となっている。最も暑い7月の最高気温の平均は約31℃に達し、平年で月の約半分は日中32℃を超えるが、最低気温は平均10℃まで下がり、平均気温は約21℃である。最も寒い1月の平均気温は氷点下4℃、最低気温の平均は氷点下11℃で、ほぼ毎日気温が氷点下に下がるが、日中は標高の割には暖かく、3℃程度まで上がる。降水量は1年を通じてほぼ一定しており、月間降水量は27-40mm程度、年間降水量は420mm程度である。また、冬季の11月から3月にかけての月間降雪量は13-45cm、年間降雪量は150cmに達する。ケッペンの気候区分では、グレンウッドスプリングスは亜寒帯湿潤気候（Dfb）に属する。
|                   | 1月   | 2月  | 3月  | 4月  | 5月  | 6月  | 7月  | 8月  | 9月  | 10月 | 11月 | 12月  | 年    |
| ----------------- | ----- | ---- | ---- | ---- | ---- | ---- | ---- | ---- | ---- | ---- | ---- | ----- | ----- |
| 平均気温（℃）     | -4.3  | -1.3 | 3.3  | 7.9  | 12.9 | 17.4 | 20.9 | 19.9 | 15.6 | 9.5  | 2.3  | -3.4  | 8.4   |
| 平均最高気温（℃） | 2.7   | 5.8  | 10.8 | 16.4 | 22.2 | 27.9 | 31.4 | 30.1 | 25.8 | 19.0 | 10.0 | 3.4   | 17.1  |
| 平均最低気温（℃） | -11.3 | -8.5 | -4.2 | -0.4 | 3.6  | 6.8  | 10.4 | 9.8  | 5.5  | 0.1  | -5.3 | -10.2 | -0.3  |
| 降水量（mm）      | 38.1  | 30.5 | 35.6 | 40.6 | 36.5 | 27.9 | 30.5 | 38.1 | 40.6 | 38.1 | 27.9 | 33.0  | 417.4 |
| 降雪量（cm）      | 45.5  | 28.4 | 16.8 | 4.8  | 0.8  | -    | -    | -    | -    | 2.8  | 13.5 | 37.8  | 150.4 |

### 都市概観

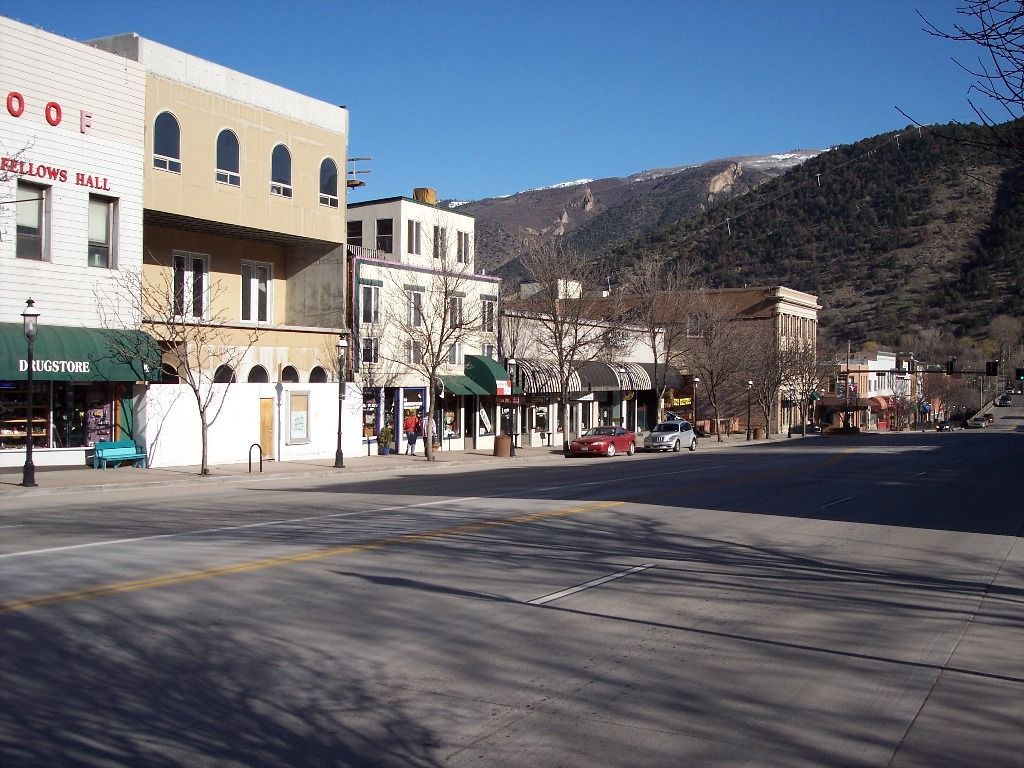
グランド・アベニュー

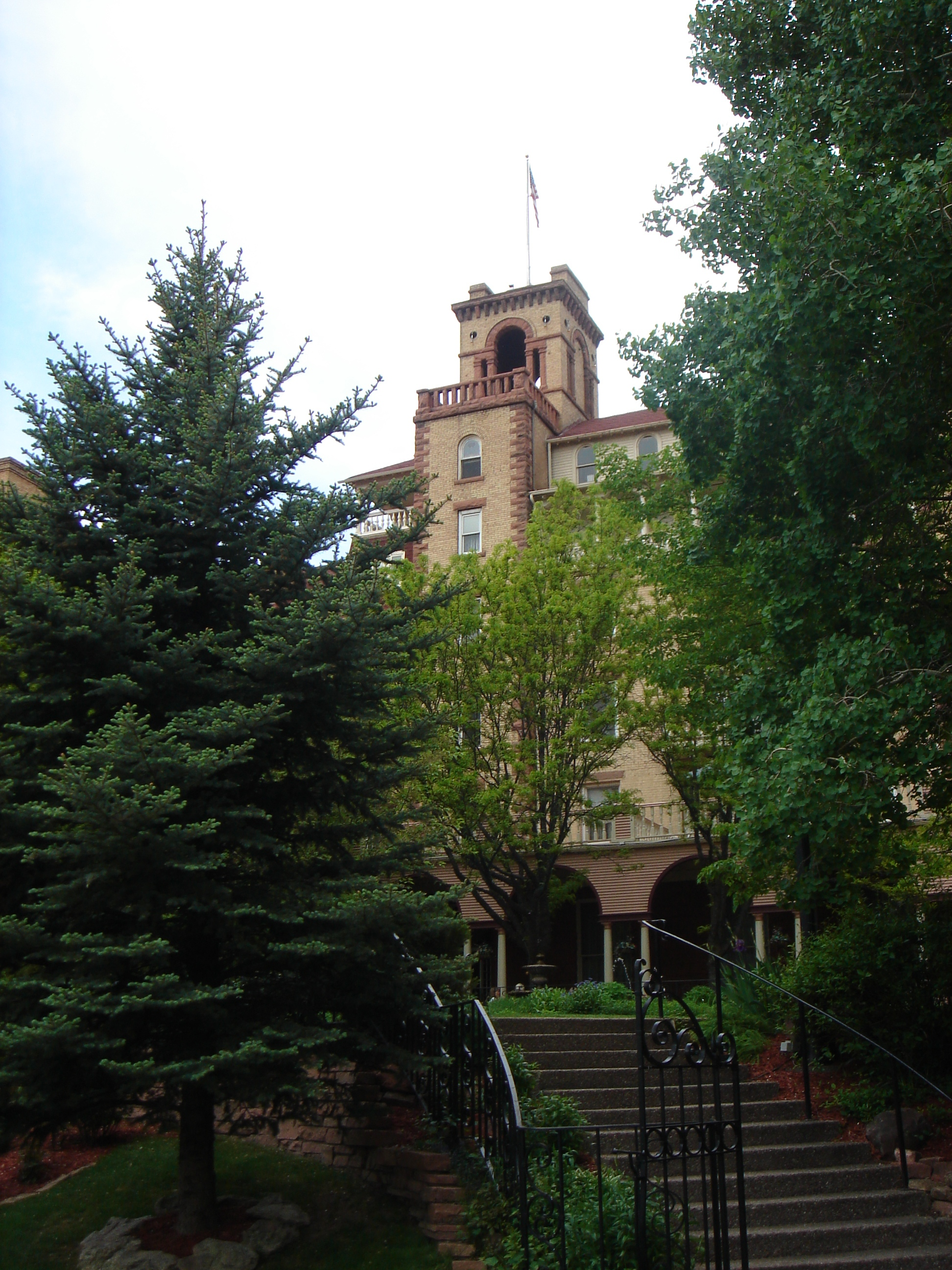
ホテル・コロラド

グレンウッドスプリングスの街路は、その地形ゆえに周縁部では曲がりくねったものや入り組んだものも多いが、中心部では比較的整然と区画されている。市中心部から市南部のロアリングフォーク川東岸において東西に通る通りには数字のついた通りが多く、南に行くほど数字が大きくなる。コロラド川北岸における中心的な東西の通りは6thストリートで、その両側に飲食店や各種店舗、ホテル等が建ち並ぶ。市中心部から南部へと貫く南北の中心的な通りは、6thストリートからI-70、コロラド川、およびユニオン・パシフィック鉄道の線路をまたいで南へと通るグランド・アベニュー（州道82号線）である。コロラド川南岸においては、このグランド・アベニュー沿い、7thストリートから10thストリートまでの間に、小規模ではあるが中心業務・商業地区が形成されている。6thストリートとグランド・アベニューの南東角にはグレンウッドスプリングスを代表する名所であるバスハウスと温泉プールが、また北東角には1893年に建てられ、1977年に国家歴史登録財に登録されたホテル・コロラドがそれぞれ立地している。I-70、コロラド川、および線路をまたぐグランド・アベニューの橋は2017年に架け替えられ、同年4月には新しい歩道橋が完成した。
グレンウッドスプリングスはしばしば、アメリカ合衆国で最も歩きやすい街の1つに挙げられる。街自体が小さくまとまっており、山に挟まれた狭い谷間という地理的条件から既に、グレンウッドスプリングスは歩行者や自転車にとって天然の良環境となっているが、それに加えて、深刻であった交通渋滞を克服すべく、1980年代に始まった再生の中で、遊歩道や自転車道の整備が進んだことが、要因として挙げられる。

## 政治

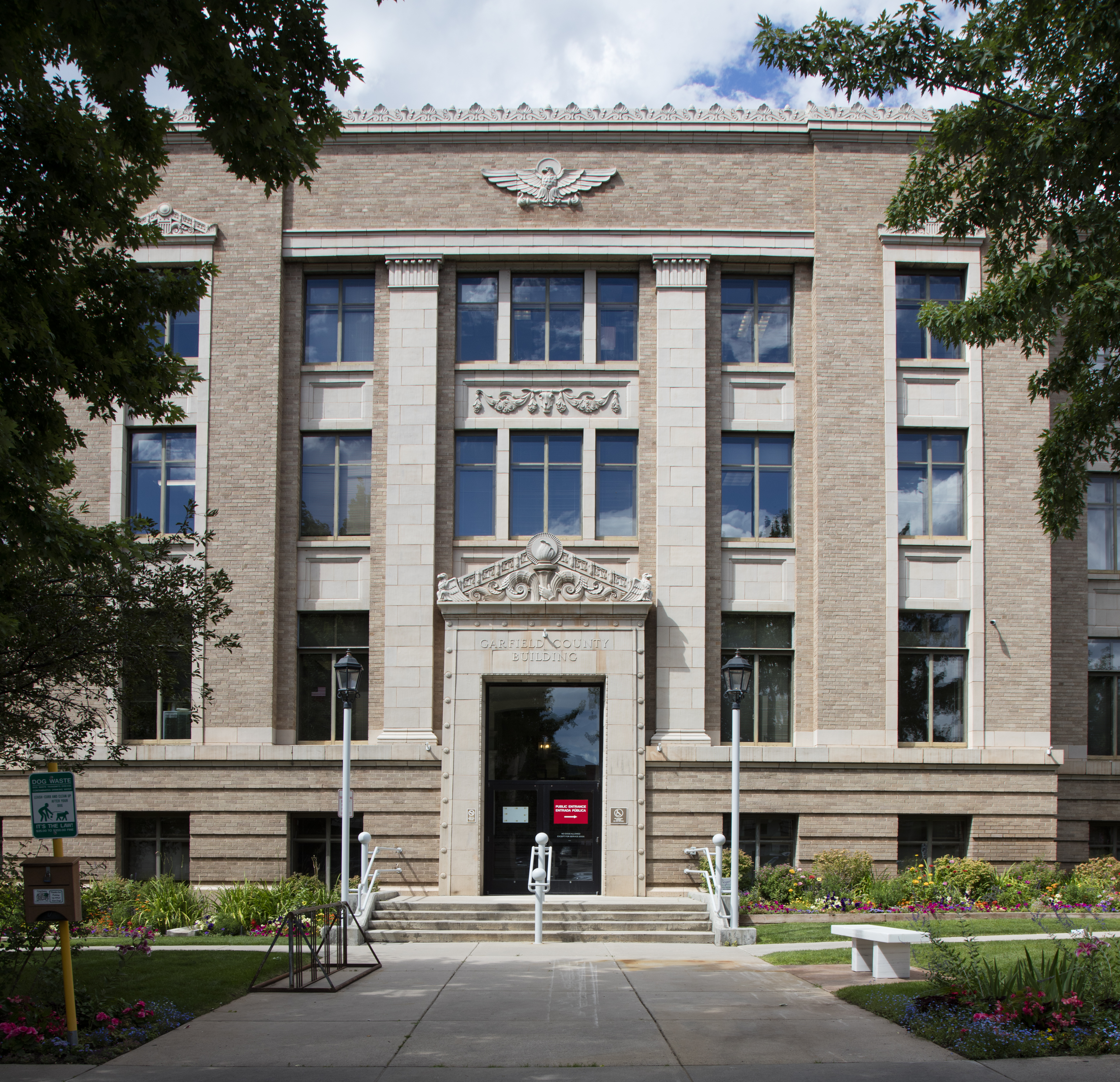
ガーフィールド郡庁舎

グレンウッドスプリングスはシティー・マネージャー制を採っている。シティー・マネージャーは市から半径10マイル（16km）以内に住む者の中から、市議会の過半数の賛成によって任命される。シティー・マネージャーは市の行政実務の最高責任者であり、法令および条例の施行、市政府各局および職員の人事、予算案および財務報告書の作成および市議会への提出、アドバイザー的役割での市議会への出席等に責任を負う。
市の立法機関である市議会は7人の議員から成っている。7人の市議員のうち5人は市を5つに分けた小選挙区から1人ずつ選出され、残り2人が全市から選出される。市議員の任期は4年で、「1・3・4区+全市区1名」と「2・5区+全市区1名」が2年ごとに交互に改選する。市長、および市長不在時に業務を代行する市長代理は、いずれも市議員の中から、改選後最初の市議会において、その過半数の賛成で選出される。つまり、市長および市長代行の任期は2年となる。市長は儀礼的および法的な目的において、市政府の代表として臨むことになる。

## 経済

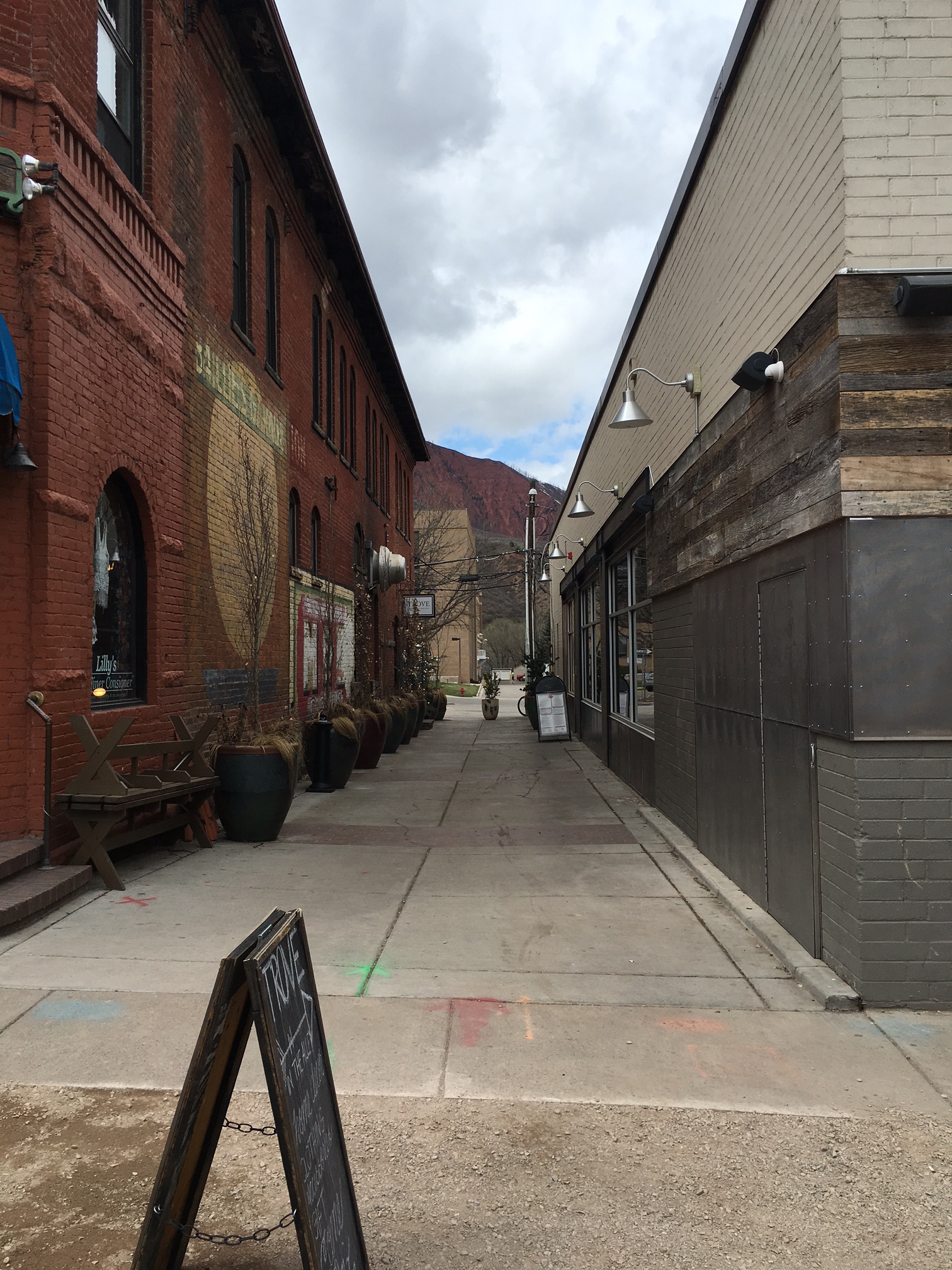
ジェントリフィケーションの一環としてできあがった、7thストリート沿いの高級レストラン・ショッピング街

鉱業や鉄道建設のために創設されたコロラド州山間部の多くの町とは異なり、グレンウッドスプリングスの地域経済は有史以来、主に観光業で成り立ってきた。初期から鉄道網、それも幹線に組み入れられたことに加えて、その全盛期にあった銀鉱町アスペンに近かったことが、初期のグレンウッドスプリングスにおける成長の要因にはなったものの、グレンウッドスプリングスは常に観光客を惹きつけ続け、州山間部の多くの町が経験してきたような不況や不遇とは無縁であった。
グレンウッドスプリングスの観光は、特に夏季の間は、近隣地域でのアウトドア活動、および市内の観光施設に依っている。冬季には、近隣のスキーリゾートや市内の温泉が観光資源となっている。秋には市を取り囲む山の斜面のガンベルオークが紅葉し、春にはスミレやスイセン、コロラド州を含む西部原産のチョウユリなどの花が咲き誇る。かつては、グレンウッドスプリングスを訪れる観光客は州内の他地域の住民が大多数を占めていたが、2010年代に入ると、州外や国外からの観光客が急速に増加した。
また、2010年代に入って、地元農業も復権し、地産地消の動きが出てきている。グレンウッドスプリングスやその周辺地域に比べて標高の低い、コロラドワインの産地パリセイド（グランドジャンクション東郊）等の農業地帯ほど土地は安定して肥沃ではないが、それでも適切な灌漑により、多くの野菜や果物は順調に育つ。特にサクランボ、モモ、スモモ、リンゴ、ナシ、およびブドウの栽培には適している。かつては、グレンウッドスプリングスにおいてはイチゴ栽培が盛んで、1898年には「イチゴ祭り」が始まった。また、近隣のシルトで生産されたリンゴおよびモモは、1904年のセントルイス万国博覧会で1位になった。また、グレンウッドスプリングスからロアリングフォーク川を上流へ約20km、カーボンデールはジャガイモの産地として知られていた。
また、グレンウッドスプリングスはアスペンやベイルのベッドタウンとしての役割も果たしている。その一方で、厳しい地理的制約のためにグレンウッドスプリグスの家賃は高騰を続けており、グレンウッドスプリングスでの就労者は西郊の町に住んでの通勤を余儀なくされている。

## 交通

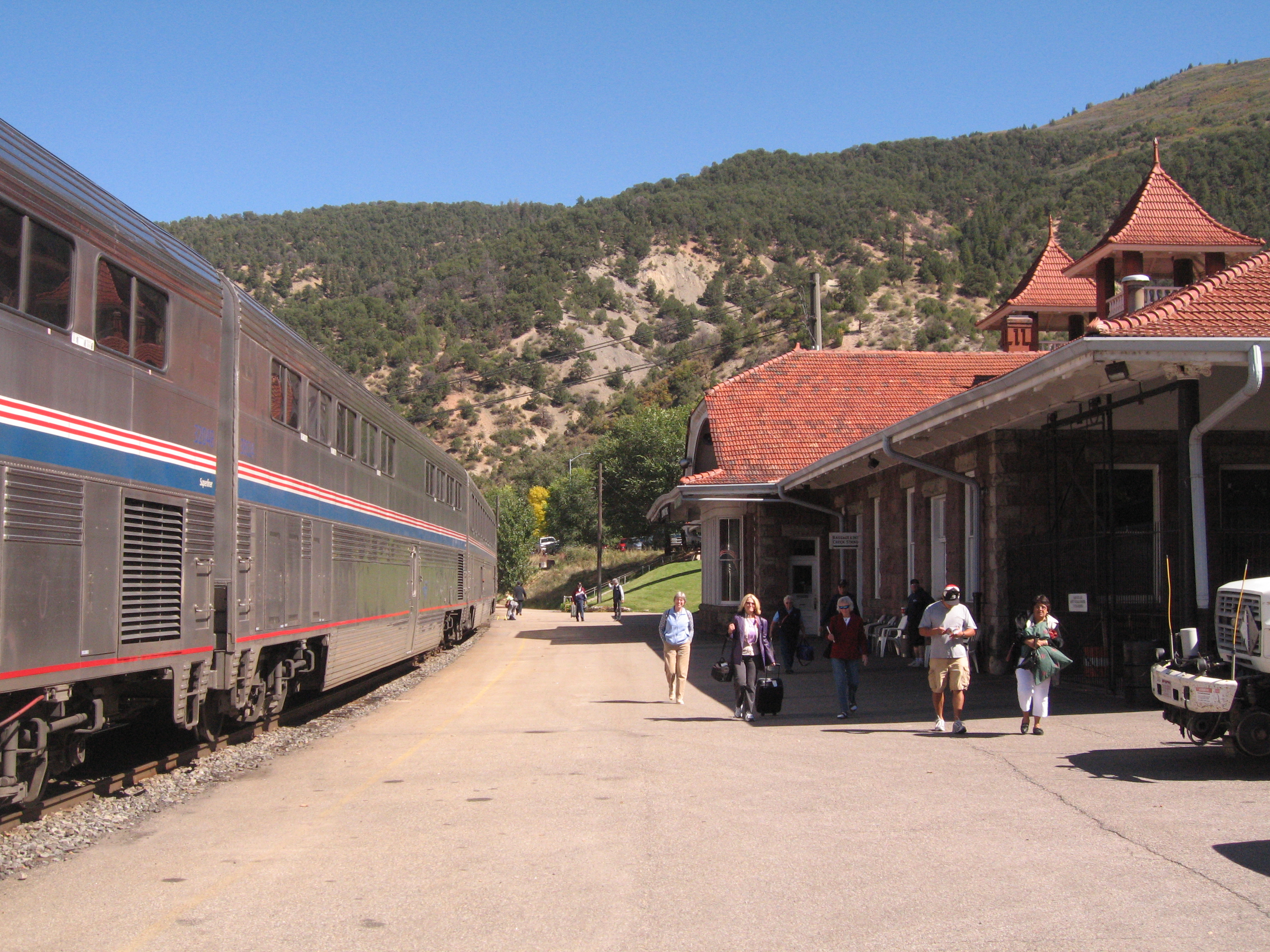
アムトラックのグレンウッドスプリングス駅

グレンウッドスプリングスに最も近い商業空港は、アスペンの中心部から北西へ約5.5kmに立地するアスペン・ピットキン郡空港（IATA: ASE）で、グレンウッドスプリングスの中心部からは約60km離れている。この空港にはユナイテッド航空がデンバーからの便を通年運航しているほか、同社によるシカゴ・オヘア、ヒューストン・インターコンチネンタル、ロサンゼルス、サンフランシスコの各空港から、またデルタ航空によるソルトレイクシティからの季節運航便も就航している。市中心部から南へ約5.5km、市域南端に立地するグレンウッドスプリングス市営空港（IATA: GSW）は、ゼネラル・アビエーションと呼ばれる、自家用機やチャーター機等の発着が主となっている、規模の小さい空港である。なお、デンバー国際空港から直接グレンウッドスプリングスまで車では、州間高速道路I-70経由で約3時間を要する。
I-70はコロラド川北岸に沿って、グレンウッドスプリングスの市中心部および西部を東西に通っている。I-70は東西の幹線であり、東へはデンバー、カンザスシティ、セントルイス方面へ、西へはグランドジャンクションを経由してユタ州内（ソルトレイクシティからはかなり離れている）でI-15に接続する。また、市中心部から南へと通る州道82号線はグレンウッドスプリングスからロアリングフォーク川に沿ってアスペン方面へと至る1本道で、冬季はアスペン以東が通行止めとなるため、他地域から車でアスペンへと至る唯一の道路となる。
アムトラックの駅は市中心部のコロラド川南岸、7thストリート沿いに立地している。この駅には、同駅には、シカゴとサンフランシスコ（実際はその対岸にあるエメリービル駅）とを結ぶ長距離列車カリフォルニア・ゼファー号が、シカゴ・オマハ・デンバー方面、ソルトレイクシティ・エメリービル方面とも、1日1便停車する。デンバーのユニオン駅からは約6時間、ソルトレイクシティからは約9時間を要する。この駅のすぐ西には、線路、コロラド川、およびI-70をまたぐ歩道橋が架けられており、温泉プールやホテル・コロラド等が立地する北岸へと渡れる。
グレイハウンドのバスストップは市西部にあり、ニューヨークとロサンゼルスを結ぶ大陸横断便が東行・西行とも1日1便ずつ停車するほか、デンバーとグランドジャンクションの区間運行のバスが停車する。また、コロラド州交通局（CDOT）はデンバーとグレンウッドスプリングスとの間に、バスタング（Bustang）というバスを走らせている。
グレンウッドスプリングスにおける公共交通はロアリングフォーク交通局（RFTA）によって運営されている。同局の路線バスはグレンウッドスプリングス市内のみならず、州道82号線沿いの都市・町村を経由し、アスペン・ピトキン・カウンティ空港やアスペンの中心部へも至っている。グレンウッドスプリングスとアスペンを結ぶバス路線には、各停留所停車タイプの路線に加えて、BRTも運行されている。また、同局はI-70を経由してグレンウッドスプリングスと西郊のニューカッスル、シルト、ライフルを結ぶバスも運行している。

## 教育

コロラド・マウンテン・カレッジ・グレンウッドスプリングス校

地元コミュニティ・カレッジのコロラド・マウンテン・カレッジはグレンウッドスプリングスに本部を置いている。同学は州北部山岳地帯の11ヶ所にキャンパスを置き、オンライン履修生も含めると20,000人以上の学生を抱えている。同学は準学士の学位やサーティフィケートのほか、5つの専攻において学士の学位を授与している。
グレンウッドスプリングスにおけるK-12課程はロアリングフォークRE-1学区の管轄下にある公立学校によって主に支えられている。グレンウッドスプリングス市内には同学区の高校1校、中学校1校、および小学校2校のほか、オルタナティブ教育校1校がある。また、カトリックのデンバー大司教区は、小中一貫（早期幼児教育・幼稚園・1-8年生）の聖スティーブンズ・カトリック学校をグレンウッドスプリングスに置いている。

## 観光

### 温泉
グレンウッドスプリングスには、ロッキー山脈から湧き出るミネラル温泉のグレンウッド・ホットスプリングスがあり、この温泉は湧出温度は摂氏51度、湧出量は1日350万ガロン（13250000リットル）、毎分9200リットルを誇る世界最大の天然温泉プールである。この温泉は塩化ナトリウム、硫酸カリウム、硫酸カルシウム、重炭酸カルシウムなどを始めとする15種類のミネラルを含有している。この地を最初に発見したのはネイティブアメリカンのユート族であり、Yampah（「偉大なる癒しの力」の意）と名づけられて何世紀もの間利用されてきたが、この地に温泉プールが作られたのは1888年のことである。
またグレンウッドスプリングスの地下の洞窟には、水路を流れる温泉から生じる蒸気を利用したスチームバスであるヤンパ・ホットスプリングス・ベイパーケーブという温泉もある。この洞窟は北米で唯一蒸気を出す洞窟としても知られており、亜鉛やカリウムなど34種類のミネラルと微量元素を豊富に含んだ摂氏約52度の湯が流れているため、洞窟内は摂氏43度から44度のサウナのような温度が保たれている。この温泉も古くは上述のユート族が儀式や治療に使用していた場所であった。

### ホテル
グレンウッドスプリングスには、1893年に開業したホテル「コロラド・ホテル」がある。このホテルは第27代アメリカ合衆国大統領のウィリアム・タフトや、同第32代大統領のセオドア・ルーズベルトらも訪れている。ルーズベルトは1905年の初めての来訪以来このホテルを何度も訪れており、ある日にホテルのメイドが熊のぬいぐるみを作って大統領にプレゼントした時に、ルーズベルトの娘のアリスがそのぬいぐるみを「テディ」と名付けたことで、そこからテディベアの語が広まったというエピソードも残っている。

## 人口動態

### 都市圏人口
グレンウッドスプリングスの都市圏、および広域都市圏を形成する各郡の人口は以下の通りである（2010年国勢調査）
グレンウッドスプリングス小都市圏
| 郡               | 州         | 人口     |
| ---------------- | ---------- | -------- |
| ガーフィールド郡 | コロラド州 | 56,389人 |
| ピトキン郡       | コロラド州 | 17,148人 |
| 合計             | 合計       | 73,537人 |

エドワーズ・グレンウッドスプリングス広域都市圏
| 都市圏/小都市圏                  | 郡                               | 州                               | 人口      |
| -------------------------------- | -------------------------------- | -------------------------------- | --------- |
| グレンウッドスプリングス小都市圏 | グレンウッドスプリングス小都市圏 | グレンウッドスプリングス小都市圏 | 73,537人  |
| エドワーズ小都市圏               | イーグル郡                       | コロラド州                       | 52,197人  |
| エドワーズ小都市圏               | レイク郡                         | コロラド州                       | 7,310人   |
| 合計                             | 合計                             | 合計                             | 133,044人 |

### 市域人口推移
以下にグレンウッドスプリングス市における1890年から2010年までの人口推移をグラフおよび表で示す。
| 統計年 | 人口    |
| ------ | ------- |
| 1890年 | 920人   |
| 1900年 | 1,350人 |
| 1910年 | 2,019人 |
| 1920年 | 2,073人 |
| 1930年 | 1,825人 |
| 1940年 | 2,253人 |
| 1950年 | 2,412人 |
| 1960年 | 3,637人 |
| 1970年 | 4,106人 |
| 1980年 | 4,637人 |
| 1990年 | 6,561人 |
| 2000年 | 7,736人 |
| 2010年 | 9,614人 |

## 註
1. 1 2  Settling Glenwood Springs. Visit Glenwood Springs. 2017年8月13日閲覧.
2. ↑  “World Population Review.com”. 2024年11月8日閲覧。
3. ↑  Accolades. Visit Glenwood Springs. 2017年8月13日閲覧.
4. 1 2  Ute Indian History in Glenwood Springs. Visit Glenwood Springs. 2017年8月19日閲覧.
5. 1 2  Glenwood Colorado Mining. Visit Glenwood Springs. 2017年8月19日閲覧.
6. ↑  Prohibition Beginning in 1916. Visit Glenwood Springs. 2017年8月19日閲覧.
7. 1 2  Glenwood Springs Skiing. Visit Glenwood Springs. 2017年8月19日閲覧.
8. ↑  Glenwood Springs Trains. Visit Glenwood Springs. 2017年8月19日閲覧.
9. ↑  Caving/Spelunking. Colorado Tourism Office. 2017年8月20日閲覧.
10. ↑  Fowler, Pete. City of Glenwood Springs explores geothermal energy use. Post Independent. 2008年2月23日. 2017年8月20日閲覧.
11. ↑  Addendum to the Garfield County Natural Hazards Mitigation Plan. p.11. City of Glenwood Springs. 2012年. 2017年8月20日閲覧.
12. 1 2  Gas Wells: COGCC Data. Garfield County, Colorado. 2017年8月20日閲覧.
13. ↑  Finley, Bruce. 230 Colorado mines are leaking heavy metals into state rivers. The Denver Post. 2015年8月15日. 2017年8月20日閲覧.
14. 1 2  Historical Weather for Aspen, Colorado, United States of America. Weatherbase.com.
15. ↑  COLORADO - Garfield County. National Register of Historic Places. 2017年8月20日閲覧.
16. ↑  Grand Avenue Bridge. Visit Glenwood Springs. 2017年8月20日閲覧.
17. ↑  Glenwood Springs Pedestrian Bridge Adds A Beautiful New Option for Getting Around Town. Visit Glenwood Springs. 2017年5月8日. 2017年8月20日閲覧.
18. ↑  America's Most Walkable Communities. PBS. 2017年8月20日閲覧.
19. ↑  America's best walking communities. WALKING Magazine. Active Network. 2017年8月20日閲覧.
20. ↑  America's Most Walkable Cities: Walking magazine's list of the top places to amble around. Utne Reader. Topeka, Kansas: Ogden Publications. 2000年9-10月. 2017年8月20日閲覧.
21. ↑  Glenwood Springs Trail System. City of Glenwood Springs. 2017年8月20日閲覧.
22. ↑  Glenwood Springs Colorado Hiking Trails. Visit Glenwood Springs. 2017年8月20日閲覧.
23. ↑  Kane, Willa. Frontier Diary: A pedestrian bridge to the heart of Glenwood Springs. Post Independent. 2016年3月3日. 2017年8月20日閲覧.
24. ↑  "Article VI. - City Administration". Glenwood Springs City Charter. City of Glenwood Springs. 2017年1月19日.
25. ↑  "Article III. - City Council". Glenwood Springs City Charter. City of Glenwood Springs. 2017年1月19日.
26. ↑  Hankinson, Katie. The world is coming to visit Glenwood Springs. Post Independent. 2015年8月29日. 2017年8月24日閲覧.
27. ↑  Miller, Laurel. Roadside America: Colorado's Roaring Fork Valley. Gadling. 2012年10月13日. 2017年8月24日閲覧.
28. ↑  Strawberry Days Festival. Glenwood Springs Chamber Resort Association. 2017年8月24日閲覧.
29. 1 2 3  Gulliford, Andrew. Garfield County, Colorado: The First Hundred Years 1883–1983. p.20. Garfield County. 1983年. 2017年8月24日閲覧.
30. ↑  Essex, Randy. No room for renters as population, prices rise. Post Independent. 2015年4月10日. 2017年8月24日閲覧.
31. ↑  Aspen-Pitkin Co/Sardy Field. (Form 5010) Airport Master Record. Federal Aviation Administration. 2017年8月17日. 2017年8月26日閲覧.
32. ↑  Flight Information. Aspen/Pitkin County Airport. 2017年8月16日閲覧.
33. ↑  Glenwood Springs Muni. (Form 5010) Airport Master Record. Federal Aviation Administration. 2017年8月17日. 2017年8月26日閲覧.
34. ↑  Glenwood Springs, CO (GSC). Amtrak. 2017年8月26日閲覧.
35. ↑  California Zephyr. p.2. Amtrak. 2016年1月11日. 2017年8月26日閲覧.
36. ↑  Alta Convenience. Greyhound. 2017年8月26日閲覧.
37. ↑  West Line. Bustang. Department of Transportation, State of Colorado. 2017年8月26日閲覧.
38. ↑  System Map. Roaring Fork Transit Authority. 2017年8月27日閲覧.
39. ↑  About Colorado Mountain College. Colorado Mountain College. 2017年8月28日閲覧.
40. ↑  Academics. Colorado Mountain College. 2017年8月28日閲覧.
41. ↑  St. Stephen's. Archdiocese of Denver. 2017年8月28日閲覧.
42. 1 2 3  グレンウッドスプリングスでアメリカの大自然を体験しませんか！ - visitglenwood.com
43. ↑  コロラド州の温泉のご紹介 - コロラド州政府観光局
44. 1 2  コロラド州は温泉天国！ - コロラド州政府観光局
45. 1 2  コロラドの温泉「グレンウッド・スプリングス」とテディーベアが誕生したホテル「コロラド・ホテル」 - looktour.net
46. ↑  Gibson, Campbell. Population of the 100 Largest Cities and Other Urban Places in the United States: 1790 to 1990. US Census Bureau. 2005年.